# Grande Prêmio de Singapura de 2010
O Grande Prémio de Singapura de 2010 foi a décima quinta corrida da temporada de 2010 da Fórmula 1. A corrida de 61 voltas foi ganha pelo piloto espanhol da Ferrari, Fernando Alonso. Sebastian Vettel, da Red Bull, terminou em segundo, seu companheiro de equipe, Mark Webber, finalizou na terceira colocação.
Foi a segunda vitória consecutiva de Alonso e sua quarta na temporada.

## Classificação
| Pos | Nº | Piloto             | Construtor           | Parte 1   | Parte 2  | Parte 3  | Grid |
| --- | -- | ------------------ | -------------------- | --------- | -------- | -------- | ---- |
| 1   | 8  | Fernando Alonso    | Ferrari              | 1:46.541  | 1:45.809 | 1:45.390 | 1    |
| 2   | 5  | Sebastian Vettel   | Red Bull-Renault     | 1:46.960  | 1:45.561 | 1:45.457 | 2    |
| 3   | 2  | Lewis Hamilton     | McLaren-Mercedes     | 1:48.296  | 1:46.042 | 1:45.571 | 3    |
| 4   | 1  | Jenson Button      | McLaren-Mercedes     | 1:48.032  | 1:46.490 | 1:45.944 | 4    |
| 5   | 6  | Mark Webber        | Red Bull-Renault     | 1:47.088  | 1:45.908 | 1:45.977 | 5    |
| 6   | 9  | Rubens Barrichello | Williams-Cosworth    | 1:48.183  | 1:47.019 | 1:46.236 | 6    |
| 7   | 4  | Nico Rosberg       | Mercedes             | 1:48.554  | 1:46.783 | 1:46.443 | 7    |
| 8   | 11 | Robert Kubica      | Renault              | 1:47.657  | 1:46.949 | 1:46.593 | 8    |
| 9   | 3  | Michael Schumacher | Mercedes             | 1:48.425  | 1:47.160 | 1:46.702 | 9    |
| 10  | 23 | Kamui Kobayashi    | BMW Sauber-Ferrari   | 1:48.908  | 1:47.559 | 1:47.884 | 10   |
| 11  | 17 | Jaime Alguersuari  | Toro Rosso-Ferrari   | 1:48.127  | 1:47.666 |          | 11   |
| 12  | 10 | Nico Hülkenberg    | Williams-Cosworth    | 1:47.984  | 1:47.674 |          | 171  |
| 13  | 12 | Vitaly Petrov      | Renault              | 1:48.906  | 1:48.165 |          | 12   |
| 14  | 16 | Sébastien Buemi    | Toro Rosso-Ferrari   | 1:49.063  | 1:48.502 |          | 13   |
| 15  | 22 | Nick Heidfeld      | BMW Sauber-Ferrari   | 1:48.696  | 1:48.557 |          | 14   |
| 16  | 14 | Adrian Sutil       | Force India-Mercedes | 1:48.496  | 1:48.899 |          | 15   |
| 17  | 15 | Vitantonio Liuzzi  | Force India-Mercedes | 1:48.988  | 1:48.961 |          | 16   |
| 18  | 24 | Timo Glock         | Virgin-Cosworth      | 1:50.721  |          |          | 18   |
| 19  | 19 | Heikki Kovalainen  | Lotus-Cosworth       | 1:50.915  |          |          | 19   |
| 20  | 25 | Lucas di Grassi    | Virgin-Cosworth      | 1:51.107  |          |          | 20   |
| 21  | 18 | Jarno Trulli       | Lotus-Cosworth       | 1:51.641  |          |          | 21   |
| 22  | 20 | Christian Klien    | HRT-Cosworth         | 1:52.946  |          |          | 22   |
| 23  | 21 | Bruno Senna        | HRT-Cosworth         | 1:54.174  |          |          | 23   |
| 24  | 7  | Felipe Massa       | Ferrari              | s/ tempo2 |          |          | 24   |

1. ↑ Nico Hülkenberg recebeu punição de cinco lugares no grid devido a troca de câmbio após o Grande Prêmio da Itália.
2. ↑ Felipe Massa não conseguiu marcar tempo, após o carro apresentar problemas e ser obrigado a abandonar o treino.

## Corrida
| Pos | Nº | Piloto             | Construtor           | Voltas | Tempo/Aban.      | Grid | Pontos |
| --- | -- | ------------------ | -------------------- | ------ | ---------------- | ---- | ------ |
| 1   | 8  | Fernando Alonso    | Ferrari              | 61     | 1:57:53.579      | 1    | 25     |
| 2   | 5  | Sebastian Vettel   | Red Bull-Renault     | 61     | +0.293           | 2    | 18     |
| 3   | 6  | Mark Webber        | Red Bull-Renault     | 61     | +29.141          | 5    | 15     |
| 4   | 1  | Jenson Button      | McLaren-Mercedes     | 61     | +30.384          | 4    | 12     |
| 5   | 4  | Nico Rosberg       | Mercedes             | 61     | +49.394          | 7    | 10     |
| 6   | 9  | Rubens Barrichello | Williams-Cosworth    | 61     | +56.101          | 6    | 8      |
| 7   | 11 | Robert Kubica      | Renault              | 61     | +1:26.559        | 8    | 6      |
| 8   | 7  | Felipe Massa       | Ferrari              | 61     | +1.53.297        | 24   | 4      |
| 9   | 14 | Adrian Sutil       | Force India-Mercedes | 61     | +2:12.4161       | 15   | 2      |
| 10  | 10 | Nico Hulkenberg    | Williams-Cosworth    | 61     | +2:12.7911       | 17   | 1      |
| 11  | 12 | Vitaly Petrov      | Renault              | 60     | +1 volta         | 12   |        |
| 12  | 17 | Jaime Alguersuari  | Toro Rosso-Ferrari   | 60     | +1 volta         | 11   |        |
| 13  | 3  | Michael Schumacher | Mercedes             | 60     | +1 volta         | 9    |        |
| 14  | 16 | Sebastien Buemi    | Toro Rosso-Ferrari   | 60     | +1 volta         | 13   |        |
| 15  | 25 | Lucas di Grassi    | Virgin-Cosworth      | 59     | +2 voltas        | 20   |        |
| 16  | 19 | Heikki Kovalainen  | Lotus-Cosworth       | 58     | Motor            | 19   |        |
| Ret | 24 | Timo Glock         | Virgin-Cosworth      | 49     | Sist. hidráulico | 18   |        |
| Ret | 22 | Nick Heidfeld      | BMW Sauber-Ferrari   | 36     | Colisão          | 14   |        |
| Ret | 2  | Lewis Hamilton     | McLaren-Mercedes     | 35     | Colisão          | 3    |        |
| Ret | 20 | Christian Klien    | HRT-Cosworth         | 31     | Freios           | 22   |        |
| Ret | 23 | Kamui Kobayashi    | BMW Sauber-Ferrari   | 30     | Acidente         | 10   |        |
| Ret | 21 | Bruno Senna        | HRT-Cosworth         | 29     | Acidente         | 23   |        |
| Ret | 18 | Jarno Trulli       | Lotus-Cosworth       | 27     | Abandono         | 21   |        |
| Ret | 15 | Vitantonio Liuzzi  | Force India-Mercedes | 1      | Acidente         | 16   |        |

1. ↑ Os pilotos Adrian Sutil e Nico Hulkenberg foram punidos com o acréscimo de 20 segundos no tempo total de corrida, por terem cortado caminho na curva sete, logo na primeira volta da prova.[4]

## Nota
- O alemão Nick Heidfeld retorna e vai até o final da temporada de 2010 na vaga do espanhol Pedro de la Rosa[5].

## Tabela do campeonato após a corrida
Observe que somente as seis primeiras posições estão incluídas na tabela.